# Гаи (Нижнеломовский район)
 Гаи  — деревня Нижнеломовского района Пензенской области. Входит в состав Норовского сельсовета.

## География
Находится в северо-западной части Пензенской области, у реки Нор-Ломовка, на расстоянии приблизительно 3 км на запад по прямой от районного центра города Нижний Ломов.

## История
Поселена в первой половине XIX века государственными крестьянами Нижнеломовского уезда. В 1877 году 131 двор. В 1911 году 149 дворов, 2 водяные мельницы, 2 лавки. В 1939 году колхоз «Власть труда». В 1955 году колхоз имени Калинина. В 1998 году работала начальная школа. В 2004 году — 60 хозяйств.

## Население
| 2010 |
| ---- |
| 98   |

### Историческая численность населения
Численность населения: 425 человек (1864 год), 1117 (1877), 672 (1897), 903 (1911), 1016 (1926), 840 (1930), 336 (1959), 343 (1979), 203 (1989), 142 (1996), 116 человек (русские 98 %) в 2002 году, 98 в 2010.

## Известные уроженцы, жители
- Буянин, Григорий Григорьевич (1924—1989) — передовик советской строительной отрасли, Герой Социалистического Труда.
- Буянин, Пётр Григорьевич (1926—1998) — советский хозяйственный, государственный и политический деятель.

## Инфраструктура
Личное подсобное хозяйство с зоной сельскохозяйственного использования, индивидуальная застройка усадебного типа.
Основа экономики — сельское хозяйство.

## Транспорт
Деревня доступна автотранспортом.